# シャーベル
シャーベル（英語名:Charvel）は、フェンダー子会社のジャクソン・シャーベル・マニュファクチャリングのギターブランド。80年代にディンキーと呼ばれるギターシェイプの代名詞を残した。

## 概要
ストラトキャスター派生モデルを中心とし、1980年代にはコンポーネントギターを代表するブランドの一つであった。

## 歴史

### 70年代
創業最初期はカリフォルニア州サンディマスでブギー・ボディズ(後のワーモス)フェンダーライセンスのネックやボディーなどのパーツを仕入れ、ペイント～組み込みサービスを行っていたという。同社ブレイクのきっかけはエドワード・ヴァン・ヘイレンが自ら組み立てたコンポーネントギターのパーツがシャーベル製だったことなどによる。もっともネックなどはワーモスの製品を流用していた。ワーモスは一時ヤマハなどにもネックを提供していた時期がある。

### 80年代～90年代（日本製シャーベル）
1978年にシャーベルはグローヴァー・ジャクソンへと売り渡され米国にてシャーベル社を設立。米国製シャーベルギターの製造・販売と並行して、86年以降からは日本においても共和商会／中信楽器製造による生産が開始され、ジャクソンの兄弟ブランドとして展開される。この86年から91年までの日本製シャーベルはネックプレートに「Ft. Worth, TX」と当時のアメリカのオフィス所在地が刻印され、アメリカ製であるかのような印象を与えるが、実際には全て日本製である。また、共和商会は91年から平行してジャクソンブランドでの楽器も生産を開始。95年に共和商会が事業より撤退し中信楽器販売が引き継いだ頃には国内に流通するシャーベルブランドは低価格モデルのみとなり、ジャクソンの廉価ブランドのような扱いとなる。こうした低価格モデルの生産は中信楽器が製造を打ち切るまで続いた。

### フェンダー傘下シャーベル
シャーベルは2002年の秋にフェンダー・ミュージカル・インスツルメンツ社に買収された。今のところ、San DimasとSo-calモデルをラインナップとしているが実質的なカタログモデルは存在せず楽器店のオーダーしたものをメインにシリーズ展開している。
現在、シャーベルはカスタム・ビルト・ギターの他に、「Warren DeMartiniモデル」、「Jake E Leeモデル」と新たにJAPAN MADE PRO MOD SERIESのSan Dimasと Socalを生産している。その後2011年以来途絶えていた日本国内製造のシャーベルが2019年より再開されている。

### ウエイン
ウェイン・シャーベルは現在、シャーベルを離れ、再び自身のブランド、ウェイン（Wayne）を興し高級ハンドメイドギターを主にプロ向けに供給している。ウェインの愛用者はウォーレン・デ・マルティーニなど。